# Південноатлантичний хребет
Південно-Атлантичний хребет — підводний хребет в Атлантичному океані, південна частина Серединно-Атлантичного хребта. Простягається від екватора до 55° пд. ш. (о. Буве). Довжина 10,5 тис. км, ширина до 1500 км. У південній частині глибина над хребтом від 1800 до 3400 м. Схили П.-А. хребта дуже розчленовані.
Вершини окремих вулканічних конусів утворюють острови (о. Вознесіння, Тристан-да-Кунья).